# Шифра Сабљарка
Шифра Сабљарка (енгл. Swordfish) је крими-трилер филм режисера Доминика Сене са Хјуом Џекманом, Џоном Траволтом, Хали Бери и Доном Чидлом у главним улогама.

## Радња
Стенлија Џобсона је ухапсио агент Робертс и оптужен је за сајбер криминал, након чега је провео две године у затвору. Иако је пуштен на условну слободу, било му је забрањено ни да додирне компјутер, а камоли да га користи. Његова бивша супруга Мелиса одвела је њихову ћерку Хали и тужила Стенлија да престане да се виђа са ћерком.
Стенли вежба голф у својој кући (стара приколица паркирана на пустом месту у Тексасу). Џинџер га позива да упозна њеног шефа Габријела Шира, нудећи 100.000 долара, што Стенли прихвата. Стенли и Џинџер лете у Калифорнију и упознају Габријела у ноћном клубу. Габријел, под претњом смрћу, нуди Стенлију да хакује сервер Министарства одбране САД за 60 секунди. Иако је претња била само тест (пиштољ није био напуњен), Стенли је успешно хаковао систем. Габријел убеђује Стенлија да напише „црва“ за 10 милиона долара како би украо 9,5 милијарди долара из тајног владиног фонда.
Џинџер открива да је он у ствари агент ДЕА и да јури Габријела. Он, пак, открива Стенлију да ради за тајну антитерористичку организацију под називом Блек Сел, коју је основао први директор ФБИ Едгар Хувер, на челу организације је сенатор Џејмс Рајсман. Рајсман сазнаје да Габријела посматрају агенти ФБИ (још увек исти Робертс) и покушава да откаже операцију. Након што Габријел одбија да откаже велики план, Рајсман шаље убице за њим. Преживевши покушај атентата, Габријел „узвраћа“ и лично убија „издајника“.
Габријелов план иде даље и његови људи преузимају локалну канцеларију Светске банке. Узима таоце (укључујући Стенлијеву ћерку) и активира мрежног црва. У почетку ствари не иду по плану, али Габријел приморава Стенлија да заврши посао и убија Џинџер пред свима, разоткривајући је. Међутим, главни лик успева да спасе своју ћерку евакуишући је на безбедно место. Затим, након што је украо милијарде, Габријел ставља таоце у аутобус и тражи авион са горивом на локалном аеродрому (типичан клише отмичара), али све је то била сметња. Аутобус покупи теретни хеликоптер са пута и спусти га на кров небодера. Са крова, Габријел и његов тим одлазе у хеликоптеру, остављајући Стенлија иза себе. Стенли, у бесу, обара хеликоптер МАНПАДС-ом (бацачем граната). Приликом идентификације у мртвачници, Стенли схвата да је и ово била сметња, али у ствари Габријел није био у хеликоптеру, и да је чак и његово име само псеудоним, а Џинџер заправо није била тајни агент.
На крају филма у Монте Карлу, Џинџер и Габријел, који су променили изглед, преносе 9,5 милијарди на друге рачуне („риба сабљарка“ је лозинка за банковни рачун). Последња сцена приказује јахту која је експлодирала, а глас емитера најављује смрт осумњиченог терористе на тој јахти, трећу смрт једног великог терористичког вође у последње три недеље.

## Улоге
- Џон Траволта – Габријел Шир
- Хју Џекман – Стенли Џобсон
- Хали Бери – Џинџер Ноулс
- Дон Чидл – агент Џ. Т. Робертс
- Сем Шепард – сенатор Џејмс Рејсман
- Вини Џоунс – Марко
- Дре де Матео – Мелиса
- Рудолф Мартин – Аксл Торвалдс
- Зак Греније – заменик директора Вил Џој
- Камрин Грајмс – Холи Џобсон